# Aketza Peña
Pour les articles homonymes, voir Peña et Iza.
Peña  Iza est un nom espagnol. Le premier nom de famille, en général paternel, est Peña ; le second, en général maternel, souvent omis, est Iza.
Aketza Peña Iza, né le 4 mars 1981 à Zalla, est un coureur cycliste espagnol. Il court de 2004 à 2007 au sein de l'équipe Euskaltel-Euskadi, puis en 2010 chez Caja Rural.

## Biographie
Aketza Peña Iza commence sa carrière professionnelle en 2004 au sein de l'équipe Euskaltel-Euskadi. En 2007, il est contraint d'abandonner durant le Tour d'Italie 2007 en raison de la notification d'un contrôle positif à la nandrolone durant le Tour du Trentin le mois précédent. En attente d'une contre-expertise, son contrat n'est pas renouvelé par son équipe en fin de saison. Il a cependant été blanchi par le Tribunal arbitral du sport en 2008, en raison d'irrégularités commises par le laboratoire antidopage d'Athènes. Il a demandé sa réintégration à l'équipe Euskaltel, sans parvenir à ses fins.
Il rejoint Caja Rural en 2010.

## Palmarès
- 2000
  - Prueba San Pelaio
- 2003
  - 3e du Tour de Navarre
  - 3e du Dorletako Ama Saria
- 2005
  - 3e de la Bicyclette basque

## Palmarès en cyclo-cross
- 2013-2014
  - 3e du championnat d'Espagne de cyclo-cross

## Résultats sur les grands tours

### Tour d'Italie
1 participation
- 2007 : abandon

### Tour d'Espagne
2 participations
- 2005 : 96e
- 2006 : 52e